# Robert Goddard
Robert Hutchings Goddard, född 5 oktober 1882 i Worcester i Massachusetts, död 10 augusti 1945 i Baltimore, var en amerikansk vetenskapsman och en av pionjärerna inom raketforskningen. Han har kallats "rymdraketens fader".

## Biografi
Robert Goddard föddes i Worcester i delstaten Massachusetts i USA år 1882. Redan som tonåring var Goddard mycket intresserad av raketer, vilka har använts i Europa inom krigföringen sedan början av 1800-talet. Men han var inte intresserad av krigföring, utan av att kunna använda raketer till att kunna resa i rymden med, till månen och andra planeter.
När Goddard var 32 år blev han fysiklärare på Clark University i Worcester. Strax efter det tog han patent på två raketuppfinningar han konstruerat, han skrev även en bok (A method of reaching extreme altitudes) om hur man skulle bära sig åt för att kunna färdas högre upp i rymden. I boken förklarar han också hur man med hjälp av en flerstegsraket skulle kunna färdas till månen.

Goddard år 1926.

På 1920-talet, när Goddard var ungefär 38 år, började han experimentera med raketer som drevs med flytande bränsle. Fram till dess hade man använt krut som raketbränsle. Tanken bakom experimenten var att Goddards nya sorts raket skulle vara tillräckligt stark att kunna nå de höga höjder som han skrivit om i sin bok. År 1926 avfyrade han världens första raket med flytande bränsle som drivmedel. Denna raket var en cirka tre meter lång metalltub med motor och munstycke i ena änden. Raketen sköts iväg med hjälp av de gaser som strömmade ut genom munstycket när bränslet antänds. Den flög ungefär tolv meter upp i luften och landade femtiosex meter ifrån uppskjutningsplatsen. År 1929 sköt Robert Goddard upp ännu en raket, men mycket större än den förra. Den var utrustad med bland annat barometer, termometer och en liten kamera. Problemet med den större raketen var att den förde så mycket oljud att hans grannar klagade hos polisen, och polisen förbjöd vidare raketuppskjutningar i Massachusetts. Det gjorde att Goddard inte längre kunde få hjälp med pengar och annat stöd från USA:s regering för att fortsätta sitt arbete.
En som var intresserad av Robert Goddards arbete för att få fram en fungerande rymdraket var den kände flygaren Charles Lindbergh, som var den förste att ensam flyga över Atlanten. Han hjälpte Goddard att fortsätta med sina raketförsök genom att övertala den amerikanske industrimannen Daniel Guggenheim att skänka Goddard 50 000 dollar. Med de pengarnas hjälp byggde han en raketprovningsanläggning i delstaten New Mexico där han både byggde och sköt upp raketer som klarade att stiga till 2,4 kilometer och färdades med en hastighet av 800 kilometer i timmen.
1935 blev han den förste som lyckades avfyra en raket som, med flytande bränsle som drivmedel, färdades fortare än ljudet, i en hastighet av nästan 1 200 kilometer i timmen.
Sammanlagt tog Robert Goddard ut mer än 200 olika patent på raketer. Några av de uppfinningar han tog patent på var före sin tid, och det tog många år innan man insåg betydelsen av dem.

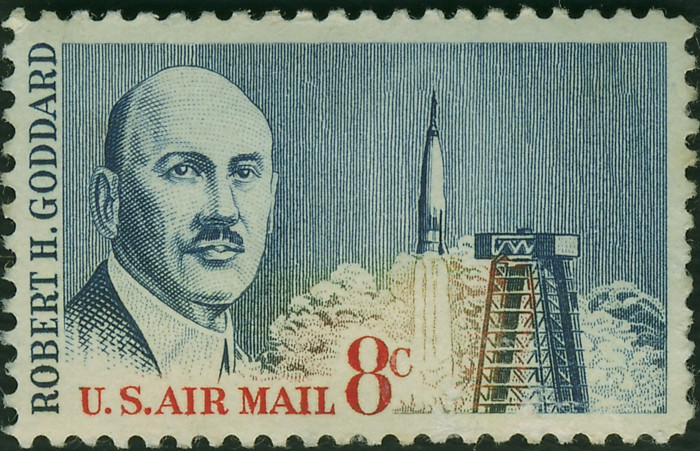
Goddard på frimärke.

Robert Goddard avled i Baltimore i Maryland år 1945. Den amerikanska regeringen uppskattade inte Goddards arbete under hans livstid. Först femton år efter hans död insåg regeringen betydelsen av hans arbete med att utveckla raketen. De betalade då en miljon dollar i ersättning för att få använda hans patent. Vid den första månlandningen använde man mycket kunskap från Goddards patent. Han är numera erkänd som rymdraketens fader.

## Utmärkelser
NASA:s Goddard Space Flight Center är uppkallat efter honom. Även asteroiden 9252 Goddard är uppkallad efter honom.